# Município de Emerald (condado de Paulding, Ohio)
O município de Emerald (em inglês: Emerald Township) é um município localizado no condado de Paulding no estado estadounidense de Ohio. No ano de 2010 tinha uma população de 789 habitantes e uma densidade populacional de 9,3 pessoas por km².

## Geografia
O município de Emerald encontra-se localizado nas coordenadas 41° 12′ 47″ N, 84° 31′ 29″ O. Segundo o Departamento do Censo dos Estados Unidos, o município tem uma superfície total de 84.8 km², da qual 84,71 km² correspondem a terra firme e (0,11 %) 0,1 km² é água.

## Demografia
Segundo o censo de 2010, tinha 789 pessoas residindo no município de Emerald. A densidade populacional era de 9,3 hab./km².